# NGC 5633
إن جي سي 5633 (بالألمانية: NGC 5633) التي يرمز لها بالرمز NGC 5633، هي مجرة، في كوكبة العواء.

## الاكتشاف
اكتشفت في 11 مايو 1787، بواسطة ويليام هيرشل.